# Abdel Wahhabi
Abdelkader Wahhabi (Berkane, 20 maart 1964) is een Belgisch voormalig bokser met Marokkaanse roots.

## Levensloop
Wahhabi emigreerde op vierjarige leeftijd met zijn familie naar België. Hij groeide als zoon van een mijnwerker in een gezin met vijf kinderen op in de sociale woonwijk Kapelhof te Elen. Tijdens zijn jeugd voetbalde hij bij KVV Stokkem. Op 16-jarige leeftijd begon hij met boksen.
Hij nam deel aan de Olympische Spelen van 1992, in de categorie van de 'lichtweltergewichten'. Hij werd er evenwel uitgeschakeld in de eerste ronde.
Daarnaast was hij in 1993 bezieler van het Genkse project 'OpBoksen'.